# Still of the Night (canción)
«Still of the Night» (también conocido como "En la quietud de la noche" ) es un sencillo lanzado por Whitesnake, incluido en su exitoso álbum homónimo de 1987. 
La canción fue lanzada el 9 de marzo de 1987, alcanzando el puesto #16 en el Reino Unido, el #18 en los EE. UU. Mainstream Rock y el #79 en el Billboard Hot 100. En 2009 fue nombrada la 27ma mejor canción de Hard Rock de todos los tiempos por VH1.
"Still of the Night" fue escrita por el vocalista David Coverdale y el guitarrista John Sykes, y resultó ser una de las más populares canciones de la banda, al combinar los orígenes de blues rock de la banda, con un potente hard rock.
En el 2010, la cantante finlandesa de metal sinfónico Tarja Turunen hizo una adaptación de la canción, para su álbum What Lies Beneath.
En el intermedio de la canción se puede apreciar versículos similares a los de las canciones de Led Zeppelin, "Heartbreaker" y "Living Loving Maid", ambas permanecientes del álbum Led Zeppelin II.

## Canciones
1. "Still of the Night" - 6:38
2. "Here I Go Again" - 4:33
3. "You're Gonna Break My Heart Again" - 4:11

## Créditos
- David Coverdale - Vocalista
- John Sykes - Guitarras
- Neil Murray - Bajo
- Aynsley Dunbar - Batería
- Don Airey – Teclado

- Datos: Q3048510